# So Far Away (bài hát của Martin Garrix và David Guetta)
"So Far Away" là một bài hát bởi DJ và nhà sản xuất thu âm người Hà Lan Martin Garrix và DJ và nhà sản xuất thu âm người Pháp David Guetta, hợp tác với ca sĩ người Anh và người viết bài hát Jamie Scott và ca sĩ người Hà Lan Romy Dya. Được phát hành vào ngày 1 tháng 12 năm 2017 trên STMPD RCRDS, nó được viết bởi Scott, Poo Bear, Garrix, Guetta và Giorgio Tuinfort, với sản xuất bởi ba sau. Bài hát đã được công chiếu tại Tomorrowland 2017 bởi Garrix.

## Track listing
| Tải kỹ thuật số | Tải kỹ thuật số                                     | Tải kỹ thuật số |
| STT             | Nhan đề                                             | Thời lượng      |
| --------------- | --------------------------------------------------- | --------------- |
| 1.              | "So Far Away" (hợp tác với Jamie Scott và Romy Dya) | 3:03            |

| Tải kỹ thuật số – remixes vol. 1 | Tải kỹ thuật số – remixes vol. 1                                         | Tải kỹ thuật số – remixes vol. 1 |
| STT                              | Nhan đề                                                                  | Thời lượng                       |
| -------------------------------- | ------------------------------------------------------------------------ | -------------------------------- |
| 1.                               | "So Far Away" (hợp tác với Jamie Scott và Romy Dya) (Blinders remix)     | 3:16                             |
| 2.                               | "So Far Away" (hợp tác với Jamie Scott và Romy Dya) (Nicky Romero remix) | 5:42                             |
| 3.                               | "So Far Away" (hợp tác với Jamie Scott và Romy Dya) (BLR remix)          | 3:03                             |
| 4.                               | "So Far Away" (hợp tác với Jamie Scott và Romy Dya) (TV Noise remix)     | 3:00                             |
| 5.                               | "So Far Away" (hợp tác với Jamie Scott và Romy Dya) (CLiQ remix)         | 3:33                             |
| 6.                               | "So Far Away" (hợp tác với Jamie Scott và Romy Dya) (CLiQ dubstep remix) | 5:44                             |

| Tải kỹ thuật số – remixes vol. 2 | Tải kỹ thuật số – remixes vol. 2                                          | Tải kỹ thuật số – remixes vol. 2 |
| STT                              | Nhan đề                                                                   | Thời lượng                       |
| -------------------------------- | ------------------------------------------------------------------------- | -------------------------------- |
| 1.                               | "So Far Away" (hợp tác với Jamie Scott và Romy Dya) (CMC$ remix)          | 2:46                             |
| 2.                               | "So Far Away" (hợp tác với Jamie Scott và Romy Dya) (Codes remix)         | 4:01                             |
| 3.                               | "So Far Away" (hợp tác với Jamie Scott và Romy Dya) (Curbi remix)         | 3:29                             |
| 4.                               | "So Far Away" (hợp tác với Jamie Scott và Romy Dya) (Bad Decisions remix) | 4:06                             |
| 5.                               | "So Far Away" (hợp tác với Jamie Scott và Romy Dya) (Osrin remix)         | 3:20                             |

## Bảng xếp hạng
| Bảng xếp hạng (2017–18)                         | Vị trí cao nhất |
| ----------------------------------------------- | --------------- |
| Australia (ARIA)                                | 58              |
| Áo (Ö3 Austria Top 40)                          | 12              |
| Bỉ (Ultratop 50 Flanders)                       | 39              |
| Bỉ (Ultratop 50 Wallonia)                       | 28              |
| Canada (Canadian Hot 100)                       | 69              |
| Cộng hòa Séc (Rádio Top 100)                    | 35              |
| Phần Lan (Suomen virallinen lista)              | 10              |
| Trường songid là BẮT BUỘC CHO BẢNG XẾP HẠNG ĐỨC | 8               |
| Hungary (Rádiós Top 40)                         | 25              |
| Hungary (Single Top 40)                         | 8               |
| Hungary (Stream Top 40)                         | 11              |
| Ireland (IRMA)                                  | 98              |
| Italy (FIMI)                                    | 96              |
| Hà Lan (Dutch Top 40)                           | 7               |
| Hà Lan (Single Top 100)                         | 14              |
| Norway (VG-lista)                               | 14              |
| Bồ Đào Nha (AFP)                                | 58              |
| Slovakia (Rádio Top 100)                        | 80              |
| Slovenia (SloTop50)                             | 22              |
| Spain (PROMUSICAE)                              | 85              |
| Sweden (Sverigetopplistan)                      | 30              |
| Thụy Sĩ (Schweizer Hitparade)                   | 14              |
| Anh Quốc (OCC)                                  | 81              |
| Hoa Kỳ Dance Club Songs (Billboard)             | 6               |
| Hoa Kỳ Hot Dance/Electronic Songs (Billboard)   | 11              |

## Chứng nhận
| Quốc gia                                                                           | Chứng nhận | Số đơn vị/doanh số chứng nhận |
| ---------------------------------------------------------------------------------- | ---------- | ----------------------------- |
| Úc (ARIA)                                                                          | Gold       | 35.000‡                       |
| Áo (IFPI Áo)                                                                       | Gold       | 15.000‡                       |
| Bỉ (BEA)                                                                           | Gold       | 10.000‡                       |
| Canada (Music Canada)                                                              | Gold       | 0‡                            |
| Pháp (SNEP)                                                                        | Gold       | 66,666‡                       |
| * Chứng nhận dựa theo doanh số tiêu thụ. ^ Chứng nhận dựa theo doanh số nhập hàng. |            |                               |